# Сиверс, Иоганн
Иога́нн Август Карл Си́верс (нем. Johann August Carl Sievers; 1762—1795) — исследователь природы Сибири, ботаник, член-корреспондент Императорской Санкт-Петербургской академии наук.

## Биография
Родился в семье врача в немецком городе Пейне 5 октября 1762 года. В Ганновере получил фармацевтическое образование и в 1773—1775 годах работал аптекарским учеником в Гамельне.
В июле 1785 года приехал в Россию, работал в аптеках: сначала в Санкт-Петербурге, в 1786 году переехал в Москву, в 1787 возвратился в Санкт-Петербург, в 1788—1790 годах был в Кронштадте. Был избран членом Вольного экономического общества.
В 1790 году был прикомандирован к экспедиции, снаряжённой Медицинской коллегией для ботанического и ресурсного изучения Сибири. Путешествовал до 1794 года от Урала до Даурии (Кяхта, Иркутск, Красноярск, Абаканский острог); в 1792—1794 годах посетил Барнаул, Бийск, Усть-Каменогорск, Томск, Семипалатинск, горы Тарбагатай. Собрал богатый гербарий растений южной Сибири. Особо занимался изучением местных видов ревеня (Rheum), который был одним из самых востребованных и дорогих растительных лекарств — его китайский вид — Ревень лекарственный. Чтобы сделать себя независимым от китайского импорта, Медицинская коллегия стремилась ввести в культуру ревень из российских видов: ревеня черноморского (Rheum rhaponticum L.).
В марте 1795 года был избран членом-корреспондентом Императорской Санкт-Петербургской Академии Наук и командирован в Бухару и Тибет, но накануне отъезда 23 марта (3 апреля) 1795 года покончил жизнь самоубийством.
Собранные растения хранились в Медицинской Коллегии в Санкт-Петербурге (впоследствии Санкт-Петербургская медико-хирургическая академия), но там коллекции не сохранились. Отдельные части коллекции сохранилось в Гербарии Ботанического сада и в Академическом гербарии (ныне Гербарий БИН РАН).
Его «Письма из Сибири» (нем. Briefe aus Sibirien) были опубликованы П. С. Палласом посмертно на немецком языке в 1796 году в Санкт-Петербурге.

## В честь Сиверса
В честь Иоганна Сиверса назван род Сиверсия (Sieversia) из семейства Розовые, а также около полутора десятков видов растений, в том числе полынь Сиверса, астрагал Сиверса, кохия Сиверса, яблоня Сиверса.